# Jean Hale
Jean Hale (nome de batismo Carol Jane Hale; (nascida em 27 de dezembro de 1938 – 3 de agosto de 2021) foi uma atriz norte-americana.

## Primeiros anos
Hale nasceu em Salt Lake City e frequentou a Universidade de Skidmore, onde estudou teatro.

## Aparições em filmes e séries
Nos filmes, Hale interpretou Miriam Stark no longa O império da Vingança (Taggart - 1964), e a personagem Cheryl Barker em Confidências de Hollywood  (The Oscar - 1966), depois Myrtle em O Massacre de Chicago (The St. Valentine's Day Massacre -1967) e Lisa em "Flint: Perigo Supremo" (In Like Flint 1967). Ela também participou de diversos programas de televisão nos anos 60, bem como duas aparições em 1965 no seriado Perry Mason; em ambos os papéis ela interpretou a cliente de Perry: Reggie Lansfield em "O caso da sereia assassina" (Temporada 8, Episódio 23) e Carla Chaney em "O caso da senhora que ri" (Temporada 9, episódio 1). Outras aparições na televisão incluem Alfred Hitchcock Apresenta, Batman, Bob Hope Presents the Chrysler Theatre, Bonanza, O fugitivo, Hawaii 5.0, McHale's Navy, Meu marciano favorito (Episódio 11, "The Atom Misers", de 15/12/63), O Homem de Virgínia de 1971, Guerra, sombra e água fresca e James West. 

## Vida pessoal
Seus pais se chamavam Stanton G e Doris (Norrell) Hale. Jean Hale foi criada na religião Mórmon.
Ela casou com Dabney Coleman em 1961. Eles tiveram três filhos: Quincy Coleman, Randy Coleman e Kelly Johns. Eles se divorciaram em 1984.
Hale morreu de causas naturais em 3 de agosto de 2021 em Santa Monica, Califórnia, aos 82 anos.

## Filmografia
| Ano  | Título                            | Função                          | Notas                                 |
| ---- | --------------------------------- | ------------------------------- | ------------------------------------- |
| 1963 | Violent Midnight                  | Carol Bishop                    |                                       |
| 1963 | Meu marciano favorito             | Jenine Carter                   |                                       |
| 1964 | O império da Vingança             | Miriam Stark                    |                                       |
| 1964 | Felicia                           |                                 |                                       |
| 1965 | McHale's Navy Joins the Air Force | Sgt. Madge Collins              |                                       |
| 1965 | Perry Mason                       | Carla Chaney / Reggie Lansfield | 2 episódios                           |
| 1966 | Confidências de Hollywood         | Cheryl Barker                   |                                       |
| 1967 | Flint: Perigo Supremo             | Lisa                            |                                       |
| 1967 | O Massacre de Chicago             | Murta                           |                                       |
| 1987 | Companheiros                      | Muffy                           | Filme de tv                           |
| 1990 | Dia de ação de graças             | Melanie Crandall                | Filme de tv                           |
| 1991 | Lies Before Kisses                | Veronica                        | Filme para TV, (papel final no filme) |